# Los Alcores

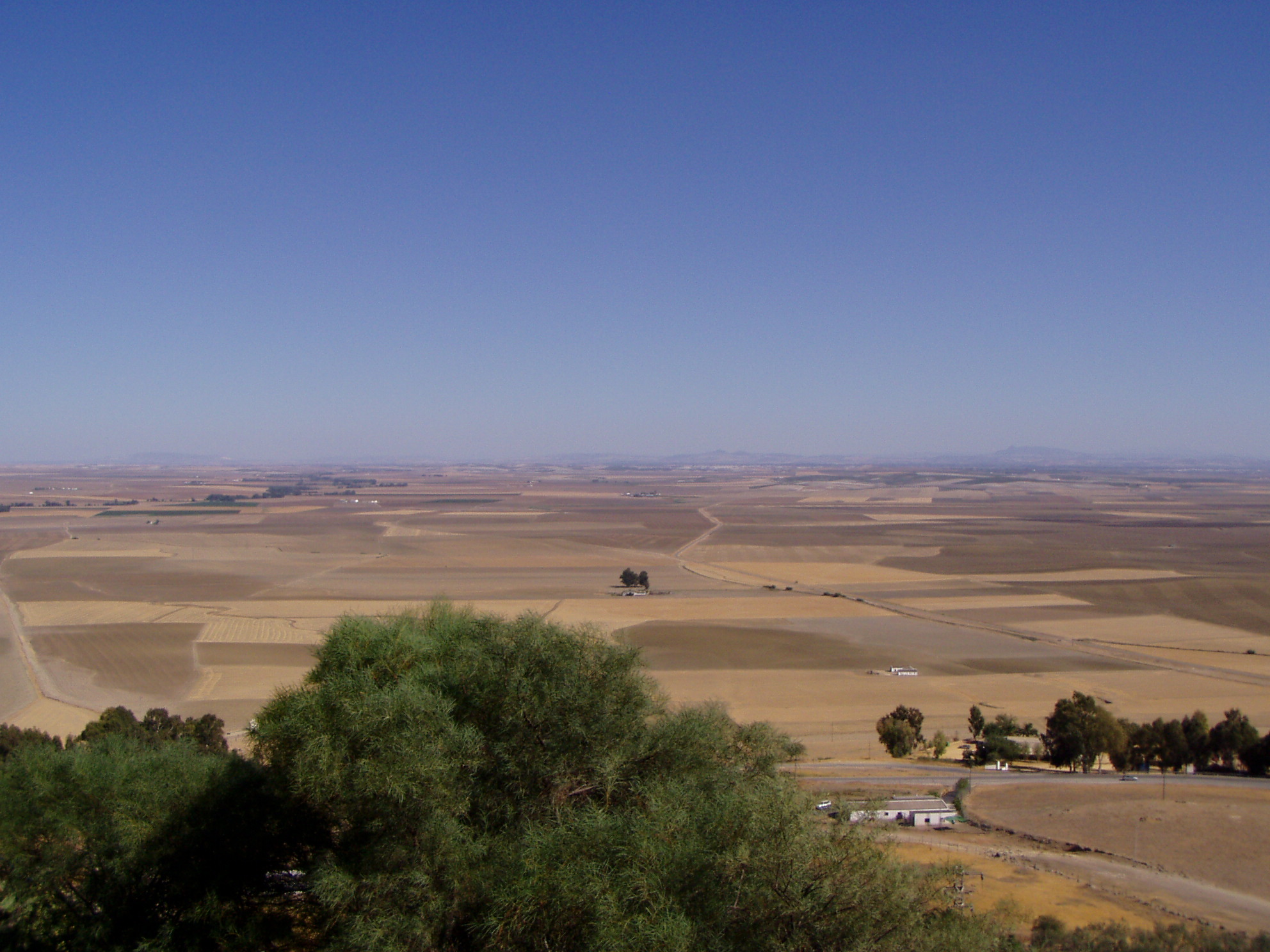
Paratge natural de Los Alcores

Los Alcores és una comarca agrícola de la província de Sevilla (Espanya) que comprèn els termes municipals de Carmona, El Viso del Alcor, Mairena del Alcor i Alcalá de Guadaíra.
La vegetació natural de Los Alcores està formada per alzines, ullastres i bardisses, però ha estat substituïda en gran part per cultius de cítrics, olivar i pastius per a l'alimentació ramadera.